# 20936 Nemrut Dagi
20936 Nemrut Dagi este o planetă minoră (asteroid), cu un diametru de 3,567 km, din centura de asteroizi. A fost descoperită pe 13 mai 1971 la Observatorul Palomar de Cornelis Johannes van Houten și a fost numită după Nemrut Dağı⁠(d). 
Obiectul prezintă o orbită caracterizată de o semiaxă mare de 1,8542772 UAi, o excentricitate de 0,1, o înclinație de 18,60282 ° în raport cu ecliptica.